# Chiesa di Sant'Andrea Apostolo (Pompiano)
La chiesa di Sant'Andrea Apostolo è la parrocchiale di Pompiano, in provincia e diocesi di Brescia; fa parte della zona pastorale della Bassa Occidentale.

## Storia
La primitiva chiesa di Pompiano, in stile romanico e sorte tra i secoli XI e XII, era filiale della pieve di Bigolio; nell'Estimo del clero della Squadra degli Orzi del 1478 si legge godeva di un beneficio di 230 lire.

 Grazie al Catalogo queriniano, redatto nel 1532, si conosce che allora la parrocchia pompianese aveva un reddito di 240 ducati, che era inserita nella quadra Urcearum novarum e che era retta da pre' Paolo de Madiis.
Nel 1565 il vescovo di Brescia Domenico Bollani ordinò che l'edificio venisse riparato e restaurato e che fosse dotato della sagrestia.

Un quindicennio dopo, nel 1580, l'arcivescovo di Milano Carlo Borromeo, compiendo la sua visita, trovò che la comunità era inserita nella vicaria di Barbariga, che i fedeli erano 650 e che la parrocchiale, in cui avevano sede le scuole del Santissimo Sacramento e di Santa Maria ed erano situati quattro altri, aveva alle dipendenze le chiesette di Santa Maria dello Spasimo, di San Leonardo, di San Pietro e di San Rocco.
Verso la fine del XVII secolo questa chiesa era ormai insufficiente a soddisfare le esigenze della popolazione e si decise, così, di riedificarla. Nel 1687 il progetto, disegnato dal predorino Bernardo Fedrighini, fu presentato alla Cancelleria vescovile e di lì a breve iniziarono i lavori, che furono portati a termine verso il 1690.
Dalla relazione della visita pastorale del 1703 del vescovo Daniele Marco Dolfin s'apprende che a servizio della cura d'anime v'erano il parroco e due sacerdoti cappellani, che i fedeli erano circa 400, che la parrocchiale, non ancora consacrata, ospitava sei altari e che era la sede delle scuole del Santissimo Sacramento e del Santissimo Rosario.
Nel 1932 prese il via l'ampliamento della chiesa; il lavoro, voluto dall'allora parroco don Pietro Piazza e compito su progetto dell'architetto cellatichese Trombetta, fu terminato nel 1934 e comportò l'allungamento dell'aula di due campate.

Il 14 aprile 1989 la parrocchia, come stabilito dal Direttorio diocesano per le zone pastorali, entrò a far parte della neo-costituita zona pastorale della Bassa Occidentale.
Nel 2005 la chiesa fu oggetto di una risistemazione e di un consolidamento; nel 2008 vennero consolidate le cappelle del battistero e di Sant'Andrea e poi, nel 2010, fu rifatta parte del tetto.

## Descrizione

### Esterno
La facciata della chiesa è spartita da una cornice marcapiano in due registri; quello inferiore, più largo, è scandito da sei lesene e presenta il portale d'ingresso, affiancato da due semicolonne e sovrastato da un timpano curvilineo, mentre quello superiore, coronato dal frontone triangolare, è affiancato da due modiglioni, tripartito da quattro lesene e caratterizzato da una finestra di forma rettangolare.
A sud della chiesa s'eleva il campanile a pianta rettangolare, la cui cella, coronata da una cuspide poggiante su un tamburo di forma ottagonale, presenta una monofora dotata di balaustra per lato.

### Interno
L'interno dell'edificio, decorato da rilievi e pitture a muro, si compone di un'unica navata, sulla quale si affacciano le cappelle laterali e le cui pareti sono scandite da lesene sorreggenti il cornicione aggettante al di sopra del quale si imposta la volta a botte, caratterizzata da lunette in corrispondenza delle suddette cappelle; al termine dell'aula si sviluppa il presbitero di forma rettangolare.
Opere di pregio qui conservate sono gli affreschi che rappresentano l'Annunciazione, l'Assunzione della Madonna, la Crocifissione e l'Ascensione di Cristo, eseguiti da Vittorio Trainini, e la raffigurazione della Pentecoste, iniziata da Gaetano Cresseri e ultimata da Giovanni Bevilacqua dopo la scomparsa del primo, avvenuta nel 1933.